# Minami-Belgica Nunatak-Gun
Die Minami-Belgica Nunatak-Gun (japanisch 南ベルジカヌナターク群 ‚Süd-Belgica-Nunatakker-Gruppe‘) sind eine isolierte Gruppe von Nunatakkern im ostantarktischen Königin-Maud-Land. Sie ragen rund 8 km südlich der Belgica Mountains zwischen der Sør Rondane und dem Königin-Fabiola-Gebirge auf.
Japanische Wissenschaftler kartierten sie anhand von Luftaufnahmen aus dem Jahr 1976 sowie von 1978 bis 1980 durchgeführten Vermessungen. Sie benannten sie 1981 in Bezug auf ihre relative geografische Lage zu den Belgica Mountains.